# 6 pr. n. št.
6 pr. n. št. je bilo navadno leto, ki se je po julijanskem koledarju začelo na nedeljo ali ponedeljek (različni viri navajajo različne podatke), po proleptičnem julijanskem koledarju pa na petek.
V rimskem svetu je bilo znano kot leto sokonzulstva Balba in Vetija, pa tudi kot leto 748 ab urbe condita.
Oznaka 6 pr. Kr. oz. 6 AC (Ante Christum, »pred Kristusom«), zdaj posodobljeno v 6 pr. n. št., se uporablja od srednjega veka, ko se je uveljavilo številčenje po sistemu Anno Domini.

## Dogodki
- rimski cesar Avgust da naseliti dihurje na Balearske otoke kot poskus biološkega nadzora populacije zajcev.

## Smrti
- Lju Šjang (* 77 pr. n. št.), kitajski učenjak in politik